# John Shelley (6e baronnet)
Sir John Shelley, 6e baronnet (18 décembre 1771 - 28 mars 1852) est un propriétaire britannique, membre du Parlement et joueur de cricket amateur.

## Carrière

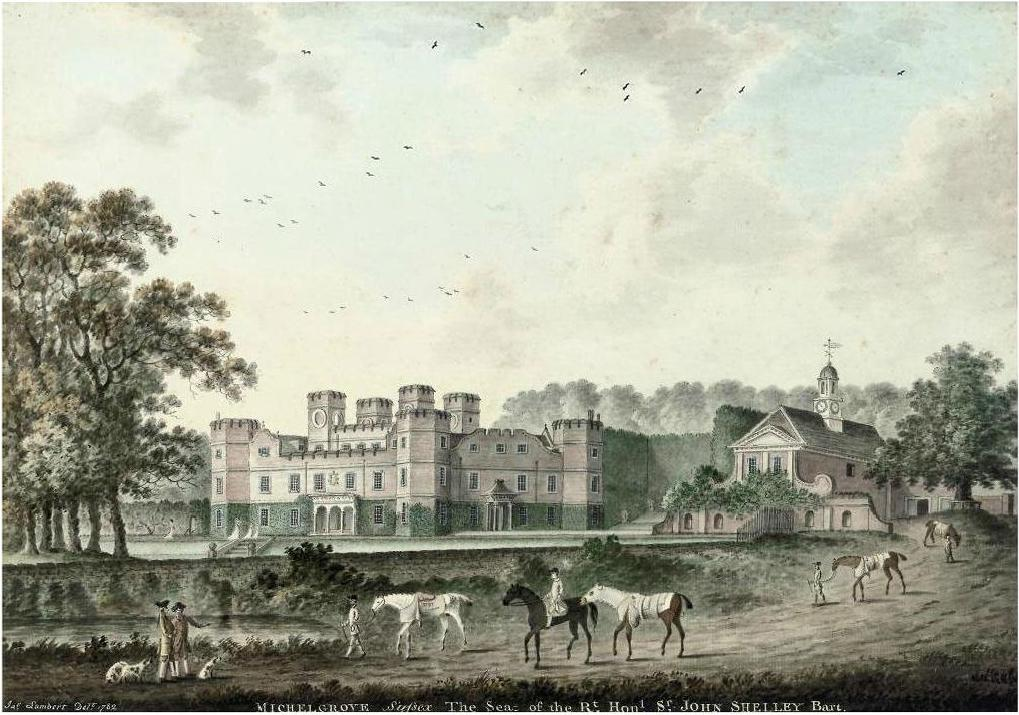
Michelgrove House, 1782

Il est le fils de John Shelley (5e baronnet) et de Wilhelmina, fille de John Newnham de Maresfield Park. Il fait ses études à la Winchester School, au Collège d'Eton (1786-1789) et au Clare College de Cambridge (1789) et entreprend le Grand Tour en 1789.
Shelley devient 6e baronnet en septembre 1783 à la mort de son père et hérite de Michelgrove House située près de Patching, Sussex, qu'il est obligé de vendre pour des raisons financières dès qu'il est devenu majeur. Il sert dans l'armée en tant qu'enseigne des Coldstream Guards en 1790, devenant lieutenant et capitaine en 1793 et aide de camp du duc de Sussex. Il est également lieutenant dans la marine de Petworth en 1797.

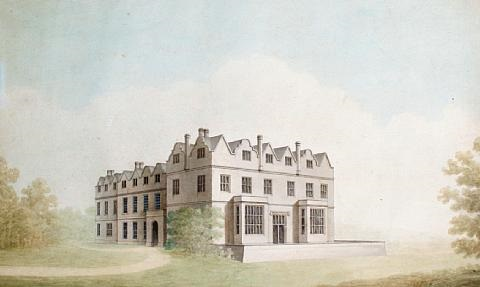
Maresfield Park c.1850

Il épouse en 1807 Frances, fille et héritière de Thomas Winckley de Brockholes, dans le Lancashire, avec qui il a 4 fils et 2 filles. Il hérite de Maresfield Park dans le Sussex en 1814 à la mort de son oncle maternel.
Il est également un excellent éleveur de chevaux Pur-sang notamment Phantom (1811), lauréat du Derby d'Epsom, Cedric (1824)  et Priam (1830).

## Carrière de cricket
Il est principalement associé à Sussex et est l'un des premiers membres du Marylebone Cricket Club (MCC) . Il a fait 10 apparitions connues dans des matchs de première classe de 1792 à 1795 .

## Famille
Il meurt en 1852 et son fils aîné, John Shelley (7e baronnet), lui succède. Son troisième fils, Adolphus Edward Shelley, est le premier auditeur général à Hong Kong. Son épouse, Frances Winkley, Lady Shelley (1787-1873), est une célèbre diariste et une amie intime du duc de Wellington.